# سيف الدين بن سعود بن عبد العزيز آل سعود
الأمير سيف الدين بن سعود بن عبد العزيز آل سعود (1962- ) الابن الأربعون من أبناء الملك سعود ووالدته الأميرة بدرة بنت صالح بن إسماعيل عليان، أكمل دراسته الثانوية في مدينة الرياض.
ابتعث بعد ذلك للولايات المتحدة الأمريكية، اتجه بعد ذلك لمزاولة الأعمال الحرة وهو يعتبر من أهم مالكي الخيل وله عدة إسطبلات في الجنادرية في مدينة الرياض وهو يشارك في السباقات الموسمية للخيل الإنتاج والمستورد.

## أسرته
متزوج من الأميرة مشاعل بنت محمد النصافي الرشيدي، وله من الأبناء:
- الأمير سعود بن سيف الدين بن سعود[1] (يعمل ضابطاً برتبة مقدم في وزارة الدفاع).
- الأمير محمد بن سيف الدين بن سعود (خريج جامعة الملك سعود).
- الأمير سلطان بن سيف الدين بن سعود. متزوج من الأميرة دانا بنت المنتصر بن سعود بن عبد العزيز آل سعود[2] وله من الأبناء الأمير عبد العزيز، والأميرة مها.
- الأمير مشعل بن سيف الدين بن سعود.
- الأمير نواف بن سيف الدين بن سعود[3] (ضابط برتبة نقيب). متزوج من الأميرة أميرة بنت خالد بن عبد الله المطوع.[4]

ومتزوج من الأميرة نهى بنت فهد الأزمع أبوثنين وله من البنات:
- الأميرة سارة بنت سيف الدين بن سعود.
- الأميرة ريم بنت سيف الدين بن سعود. متزوجة من الأمير نواف بن سعود بن نواف بن سعود بن عبدالعزيز آل سعود.
- الأميرة الجوهرة بنت سيف الدين بن سعود.